# Wadham College

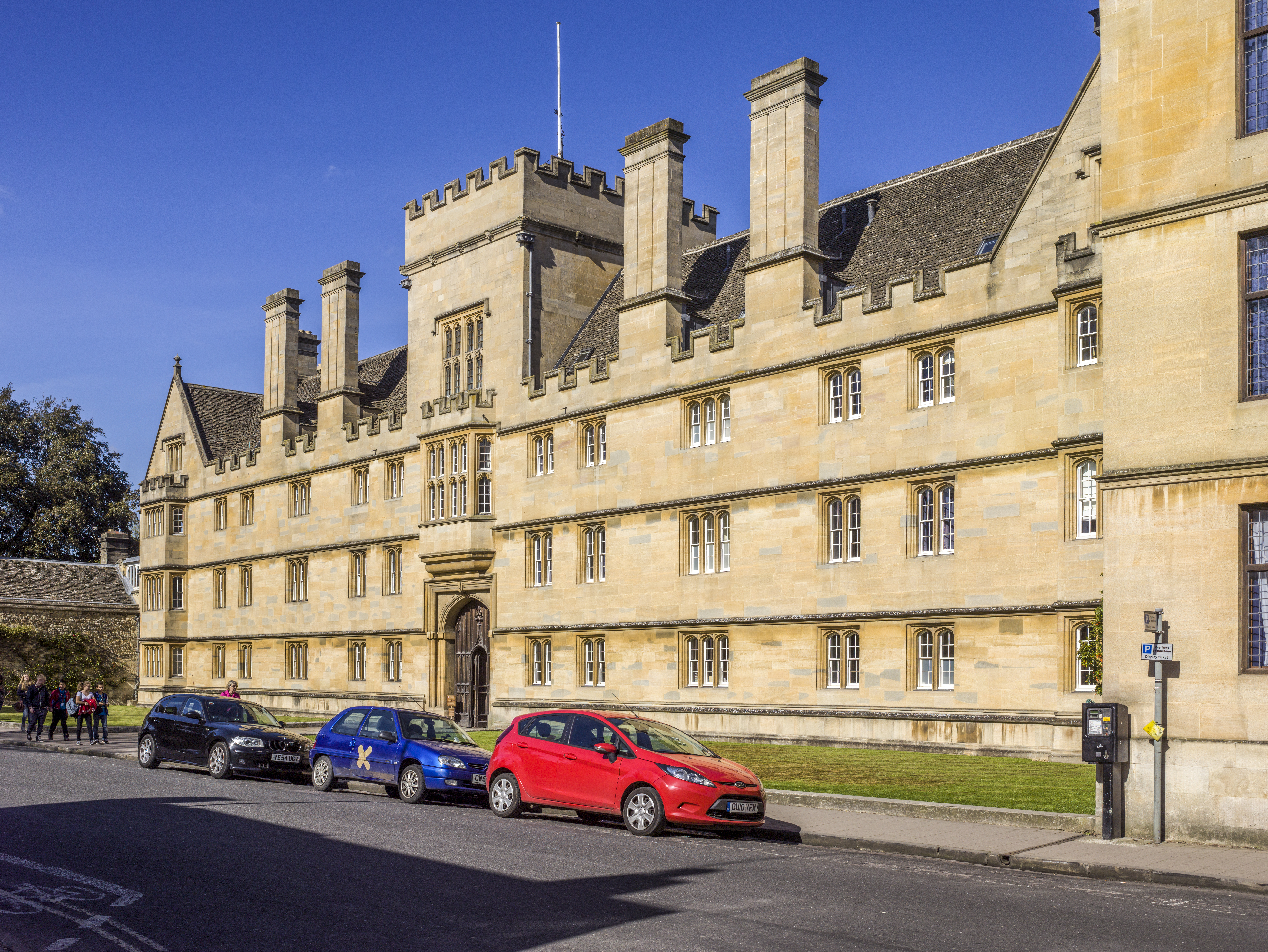
Wadham Colleges främre fasad och huvudentré som vetter mot Parks Road.

Wadham College [ˈwɒdəm] är ett college vid Oxfords universitet i England, beläget vid Parks Road i nordöstra delen av den historiska stadskärnan. Colleget grundades 1610 av änkan Dorothy Wadham enligt hennes make Nicholas Wadhams testamente, en adelsman från Somerset. Huvudbyggnaderna designades av arkitekten William Arnold i traditionell Oxfordgotisk stil och uppfördes mellan 1610 och 1613. 
Bland collegets sevärdheter märks den stora och utsmyckade salen, samt de stora trädgårdarna, kända för sina botaniska samlingar av träd.
Kända akademiska alumner från Wadham College är bland andra filologen Richard Bentley, historikern Alan Bullock, naturforskaren Robert Hooke, fysikern Roger Penrose samt arkitekten Christopher Wren. Bland konstnärliga alumner märks Monica Ali, filmskaparen Lindsay Anderson, poeten Nordahl Grieg, skådespelaren Felicity Jones, författaren Hari Kunzru, skådespelaren Jodhi May, författaren Iain Pears, skådespelaren Rosamund Pike och poeten John Wilmot. Den tidigare ärkebiskopen av Canterbury Rowan Williams studerade vid colleget, liksom Tuanku Abdul Halim, kung av Malaysia.
Colleget har i modern tid ett rykte som ett av Oxfords mer progressiva college, och var ett av de första fem exklusivt manliga college som började anta kvinnor 1974. Även inom HBTQ-frågor har colleget visat särskilt engagemang och var det första som hissade regnbågsflaggan under Queer Week. Sedan 1987 spelas låten Free Nelson Mandela som avslutning på alla sociala evenemang på colleget; ursprungligen var avsikten att spela låten tills Mandela frigivits, men efter att detta också skett valde man att fortsätta traditionen till Mandelas ära.
Colleget är ett av de största vid Oxfords universitet, med omkring 425 platser för grundutbildningsstudenter, 160 forskarstuderande och 65 fellows.